# Palazzo della Provincia
El Palazzo della Provincia es un palacio histórico de Bari, Italia.

## Historia
El edificio fue construido entre el 1932 y el 1935 según el proyecto del ingeniero Luigi Baffa para alojar las oficinas y la administración de la provincia de Bari. Algunos entre los mejores arquitectos, artistas y artesanos locales participaron al desarrollo del proyecto.

## Descripción
El palacio presenta uno estilo ecléctico. Ocupa un terreno en forma de rectángulo irregular situado frente al mar. Se destaca por su torre del reloj, cuya altura, inicialmente prevista de 48,5 metros, fue sucesivamente prolongada de otros 14 metros.